# 第35SS警察擲弾兵師団
第35SS警察擲弾兵師団（ドイツ語: 35. SS- und Polizei-Grenadier-Division）は、武装親衛隊の師団である。
1945年1月12日、ソビエト赤軍第1白ロシア方面軍はヴァイクセル川を渡河しドイツ軍A軍集団への総攻撃を開始、A軍集団の前線は圧倒的戦力差のために崩壊、1月31日までに赤軍はポーランド中央部からドイツ東部を突っ切りベルリンから100km弱しか離れていないオーデル川東岸に達していた。この状況に至り、ドイツ軍は使用できる部隊をかき集めオーデル川西岸へ配置、戦線の安定化を図った。その中に後に第35SS警察擲弾兵師団となる警察旅団ヴィルト (SS-Polizei-Brigade Wirth) も含まれていた。

## 編成
1945年1月31日、ドレスデン・ヘラーアウ（de）の「第2警察兵学校（Polizei-Waffen-Schule II）」において、歩兵、通信兵、砲兵、対戦車猟兵からなる『警察旅団ヴィルト（Polizei-Brigade "Wirth"）』が保安部隊として編成された。
3月17日、オーデル川西岸のグリューンベルク北方に配置された。2月14日以降、皮肉にも囚人で編成されたSS突撃旅団ディルレヴァンガーと共に戦線へ投入され、町の一部奪還に成功している。
しかし2月15日、赤軍はグーベンに進出、ナイセ川西岸のドイツ軍部隊が孤立する恐れが生じた。このため両旅団は奪還した町を放棄してオーデル・ナイセ両川合流地点西岸にまで撤退、そこで新しい防衛線を構築した。

## 第35SS警察擲弾兵師団
警察旅団ヴィルトが東部戦線で激戦を繰り広げていた2月10日、親衛隊作戦本部は旅団を師団編制に拡張することを決定した。
部隊の増強として、2月24日より本土防空軍（Heimat luftverteidigung）の第1203（自動車化）高射砲大隊（Flak-Abteilung 1203(mot.)）が師団に編入され、師団の士官は『ブラウンシュヴァイクSS士官学校』（SS-Junkerschule Braunschweig）から120名が募り、2月10日より、この旅団は『第35SS警察擲弾兵師団（35. SS- und Polizei-Grenadier-Division）』と改称された。更に3月には、国民突撃隊の2大隊とSS衛兵第4大隊「クーアマルク」が編入された。3月16日、秩序警察からなる2個警察連隊は、それぞれ（SS-Polizei-Regiment 29,30）に改称された。
3月1日、リューディガー・ピプコルン親衛隊大佐が師団長に任命された。このころ赤軍は攻勢の重点をポンメルン方面に移動させていたため、編成作業は順調に進み、4月6日付で将兵10,125名が所属していた。
4月12日、師団は中央軍集団配下第4装甲軍の所属となり実戦への投入準備が整った。そして16日、ナイセ川においてソビエト赤軍の大攻勢が開始された。第35SS警察擲弾兵師団の所属していた第5軍団はイワン・コーネフ率いるソビエト第1ウクライナ方面軍の攻撃を受け、4日後には中央軍集団から切り離されてしまう。やむなくヴァイクセル軍集団第9軍の指揮下に入ったが、4月21日の時点でほとんど損害を受けていないのは第35SS警察擲弾兵師団のみという状態であった。

## 戦闘団
第35SS警察擲弾兵師団はグーベンを防衛していたが、ソビエト第1ウクライナ方面軍が迫りつつあったため、師団は「フレックナー戦闘団」と主力部隊の「ピプコルン戦闘団」を編成、前者がグーベン市街を防衛し、後者は機動戦で赤軍の攻勢を叩いてまわるという作戦を取った。

### ピプコルン戦闘団
4月23日、すでにベルリンでは市街戦が行われていたが、ピプコルン戦闘団はリュッベンへ反撃を行い、多大な損害を追いつつもリュッベン西駅の奪還に成功した。しかし、この時点で苦しい防衛戦を展開していた第9軍は上位組織ヴァイクセル軍集団より西へ脱出するよう命令を受けていた。そのため、第9軍司令官テオドーア・ブッセ大将は防衛線南方で唯一活動することが可能であったピプコルン戦闘団らを主力として、バールート方面へソビエト防衛線を突破させることを決定した。
4月25日、ピプコルン戦闘団は激しい戦いを行いつつもドルンスヴァルデまで進出、しかし後続部隊が赤軍に撃退され、孤立してしまう。そこへ第二十一装甲師団から編成され、ピプコルン戦闘団とは別に北方で突破作戦を行っていたルック戦闘団が合流してきた。戦力は増えたものの赤軍の攻勢は止むことなく、ついにピプコルン師団長も戦死してしまう。指揮官を失ったピプコルン戦闘団はルック戦闘団の指揮下に入り、共に北方からバールートへ攻撃を行ったが失敗した。翌日にはソ連側に援軍が大量に到着、突破する見込みは消えた。戦況は絶望的となり、ついに4月26日夜、ルック大佐はもはや弾薬も燃料も尽きようとしている状況から、戦闘団の将兵にどのような損害を出しても省みずに西のエルベ川へ脱出するよう命令、両戦闘団は解散した。
ルック大佐は少人数で第9軍に合流しようとしたが、4月27日にソビエト赤軍に降伏した。戦闘団の将兵はほんの一握りがアメリカ軍の捕虜となることができたが、ほとんどがバールート近郊での戦闘で戦死するか捕虜となった。

### フレックナー戦闘団
フレックナー戦闘団はグーベンを防衛していたが、4月23日、撤退許可が得られたため、ハルベ方面へ撤退を開始、4月27日までに第9軍残余部隊と合流を果たした。翌日、第9軍残余部隊と共に戦闘団はバールート北東で赤軍の防衛線の突破に成功、少数の将兵が第12軍と合流を果たし、ベーリッツ（de）近郊でアメリカ軍に降伏した。

## 師団長
| 着任         | 離任          | 階級（当時） | 氏名                                          |
| ------------ | ------------- | ------------ | --------------------------------------------- |
| 1945年3月1日 | 1945年4月25日 | 親衛隊大佐   | リューディガー・ピプコルン (Ruediger Pipkorn) |

## 戦闘序列
- 第89SS警察擲弾兵連隊 1～3大隊 (SS-Polizei-Grenadier-Regiment 89, I. – III.)
- 第90SS警察擲弾兵連隊 第1・2大隊 (SS-Polizei-Grenadier-Regiment 90, I. und II.)
- 第91SS警察擲弾兵連隊 第1・2大隊 (SS-Polizei-Grenadier-Regiment 91, I. und II.)
- 第35SS警察砲兵連隊 第1～3大隊 (SS-Polizei-Artillerie-Regiment 35, I. – III.)
- 第35SS警察軽偵察大隊 (SS-Polizei-Füsilier-Abteilung 35)
- 第35SS対戦車猟兵大隊 (SS-Panzerjäger-Abteilung 35)
- 第35SS警察工兵大隊 (SS-Polizei-Pionier-Bataillon 35)
- 第35SS警察通信大隊 (SS-Polizei-Nachrichten-Abteilung 35)
- 第35SS整備連隊 (SS-Versorgungs-Regiment 35)